# Bläster

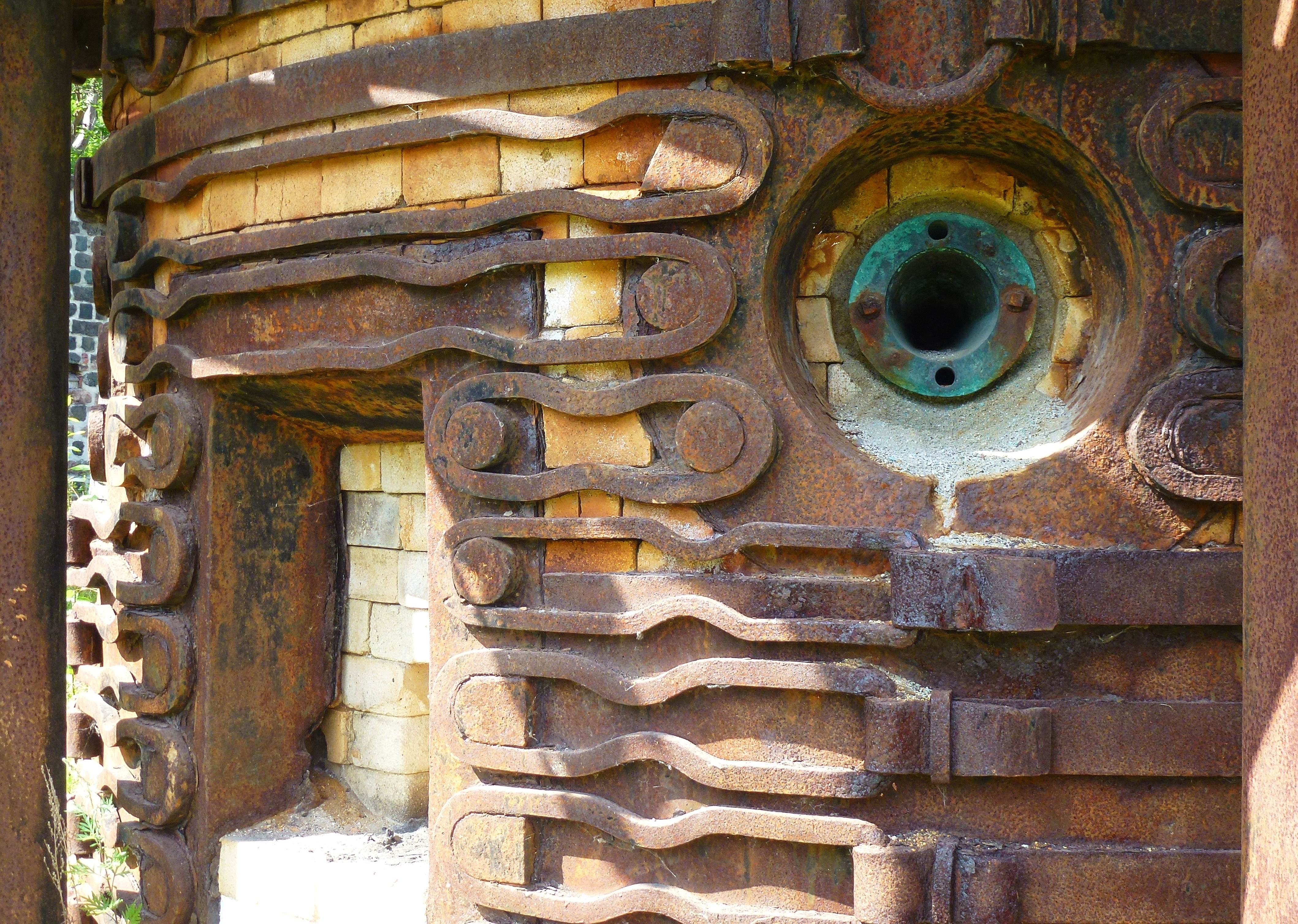
Blästluften matas in genom forman (det runda hålet) i masugnen Högfors, Norbergs kommun.

Bläster är en anordning som alstrar en kraftig ström av luft eller gas. Ord som blästluft och blästerluft används också.

## Bläster
Inom järnframställningen syftar det på ett munstycke (forma) för att tillföra syre till en smideshärd, masugn, kupolugn, bessemerkonverter eller liknande. Det kan åsyfta både själva anordningen såväl som själva luften som blåses in. Inblåsningsluften via blästern åstadkoms tidigare med bälgar drivna för hand eller vattenhjul. Under 1800-talet infördes blåsmaskiner för att få ökat luftflöde. Blästern ges olika tryck beroende dels på den mängd luft som fordras för att genomföra förbränningen, dels på den hastighet med vilken man önskar denna genomförd samt det motstånd som beskickningen i ugnen erbjuder. Vid kupolugnar förekommer tryck på 500-1 000 mm kvicksilverpelare (0,7-1,3 bar,ö) och vid bessemerprocessen 1 100-1 500 mm kvicksilverpelare (1,5-2 bar,ö). En blästermätare används för att bestämma blästertrycket. Sven Rinman beskriver i Bergwerkslexicon från 1789 en blästermätare som ett anslutet U-rör med kvicksilver där nivådifferensen motsvarar trycket i blästluften.

## Het blästerluft (Hot blast)
Då man uppfann metoden att först värma upp blästerluften innan inblåsningen genom värmeapparater (värmeåtervinning från heta masugnsgaser till blästerluften) kunde man uppnå en minskad bränsleförbrukning vid bränningen. Metoden kallas på engelska för "Hot blast", som uppfanns och patenterades av James Beaumont Neilson 1828. Denna metod infördes successivt i svenska masugnar.